# Stora Högsjön
Stora Högsjön är en sjö i Hällefors kommun i Västmanland och ingår i Göta älvs huvudavrinningsområde. Sjön är 11 meter djup, har en yta på 1,38 kvadratkilometer och befinner sig 191,2 meter över havet. Sjön avvattnas av vattendraget Gladhöjdsbäcken.

## Delavrinningsområde
Stora Högsjön ingår i det delavrinningsområde (663836-143427) som SMHI kallar för Utloppet av Lilla Högsjön. Medelhöjden är 224 meter över havet och ytan är 14,73 kvadratkilometer. Det finns ett avrinningsområde uppströms, och räknas det in blir den ackumulerade arean 20,85 kvadratkilometer. Gladhöjdsbäcken som avvattnar avrinningsområdet har biflödesordning 4, vilket innebär att vattnet flödar genom totalt 4 vattendrag innan det når havet efter 366 kilometer. Avrinningsområdet består mestadels av skog (80 procent). Avrinningsområdet har 1,47 kvadratkilometer vattenytor vilket ger det en sjöprocent på 10,5 procent.